# Big Brother Brasil 3
Big Brother Brasil 3 foi a terceira temporada do reality show Big Brother Brasil, exibida pela TV Globo de 14 de janeiro a 1 de abril de 2003, com 78 dias de confinamento. Foi apresentada por Pedro Bial e dirigida por José Bonifácio Brasil de Oliveira, o Boninho.
A edição terminou com a vitória do assessor parlamentar Dhomini Ferreira, que recebeu 51% dos votos. O prêmio foi de meio milhão de reais sem desconto de impostos, e um carro Fiat Stilo.
A temporada foi reprisada, na íntegra, no Viva de 30 de abril a 9 de julho de 2022, em formato de maratona aos sábados (7 episódios por sábado, com a exceção do primeiro sábado que foram 8 episódios), das 16h15 às 21h.

## Geral
Foram incluídos pela primeira vez no programa o Anjo e o Imunizado, que seriam usados futuramente em todas as edições posteriores. O "Anjo" era escolhido através de provas semanais. O próprio anjo não ganha imunidade, mas pode conceder a um amigo a imunidade ao Paredão. Essa imunidade é simbolizada por um colar.

## O Jogo

### Escolha de participantes por votação popular
Neste ano, foi realizado um programa especial na noite do dia 9 de janeiro de 2003, cinco dias antes da estreia da temporada, para apresentar os perfis dos, até então, 12 participantes selecionados para participar da disputa por 500 mil reais. E, além disso, foram apresentados os perfis de mais quatro candidatos, dois homens e duas mulheres, que inaugurariam neste ano um método de votação popular, através de duas votações distintas (uma entre mulheres e a outra entre homens), que definiria a entrada do casal mais votado pelo público (Juliana com 66% dos votos e Paulo com 58% dos votos, respectivamente), junto com os demais participantes já selecionados, no primeiro dia de confinamento.
Este método de votação popular permaneceu até a temporada seguinte, vindo a ser substituído futuramente por métodos alternativos, como a Casa de Vidro na nona, na décima primeira, na décima terceira, na vigésima, na vigésima segunda e vigésima terceira edição, e o Puxadinho na vigésima quarta edição.
| Candidato                       | Idade | Ocupação                    | Origem                         | Resultado     |
| ------------------------------- | ----- | --------------------------- | ------------------------------ | ------------- |
| Luís Fernando                   | 35    | Dançarino de Salsa          | São Paulo, São Paulo           | Não escolhido |
| Paulo Roberto Nogueira Carotini | 33    | Fotógrafo                   | São Paulo, São Paulo           | Escolhido     |
|                                 |       |                             |                                |               |
| Juliana Alves de Oliveira       | 20    | Estudante de Serviço Social | Rio de Janeiro, Rio de Janeiro | Escolhida     |
| Pricilla Luciana Castelan       | 20    | Empresária                  | São Paulo, São Paulo           | Não escolhida |

## Participantes
- As informações referentes a profissão dos participantes estão de acordo com o momento em que ingressaram no programa.

| Participante                            | Idade | Ocupação                    | Origem                           | Resultado                               | Ref.   |
| --------------------------------------- | ----- | --------------------------- | -------------------------------- | --------------------------------------- | ------ |
| André Augusto Ferreira Fontes (Dhomini) | 30    | Assessor parlamentar        | Goiânia, Goiás                   | Vencedor em 1º de abril de 2003         | [ 7 ]  |
| Elane Silva Chaves                      | 18    | Professora                  | Itanhém, Bahia                   | 2º lugar em 1º de abril de 2003         | [ 8 ]  |
| Viviane da Silva Oliveira               | 27    | Advogada                    | Votorantim, São Paulo            | 11ª eliminada em 30 de março de 2003    | [ 9 ]  |
| Jean Massumi Hara                       | 28    | Massoterapeuta              | Itapetininga, São Paulo          | 10º eliminado em 25 de março de 2003    | [ 10 ] |
| Harry Grossman                          | 34    | Guia turístico              | Teresópolis, Rio de Janeiro      | 9º eliminado em 18 de março de 2003     | [ 11 ] |
| Sabrina Sato Rahal                      | 21    | Estudante de Jornalismo     | Penápolis, São Paulo             | 8ª eliminada em 11 de março de 2003     | [ 12 ] |
| Emilio Fernando Amaral Rodrigues        | 30    | Mergulhador                 | Londrina, Paraná                 | 7º eliminado em 4 de março de 2003      | [ 13 ] |
| Alan Marcelo Cavalcante da Conceição    | 26    | Basquetebolista             | Rio de Janeiro, Rio de Janeiro   | 6º eliminado em 25 de fevereiro de 2003 | [ 14 ] |
| Juliana Alves de Oliveira               | 20    | Estudante de Serviço Social | Rio de Janeiro, Rio de Janeiro   | 5ª eliminada em 18 de fevereiro de 2003 | [ 15 ] |
| Andréa Carla Tapia Guerrero             | 38    | Profissional de marketing   | São Paulo, São Paulo             | 4ª eliminada em 11 de fevereiro de 2003 | [ 16 ] |
| Marcelo Augusto Kretzer                 | 22    | DJ                          | Blumenau, Santa Catarina         | 3º eliminado em 4 de fevereiro de 2003  | [ 17 ] |
| Joseane Procasco Guntzell de Oliveira   | 21    | Modelo                      | Canoas, Rio Grande do Sul        | 2ª eliminada em 28 de janeiro de 2003   | [ 18 ] |
| Dilson Walkarez Rodovalho Filho         | 27    | Motoqueiro                  | Campo Grande, Mato Grosso do Sul | Desistente em 25 de janeiro de 2003     | [ 19 ] |
| Paulo Roberto Nogueira Carotini         | 33    | Fotógrafo                   | São Paulo, São Paulo             | 1º eliminado¹ em 21 de janeiro de 2003  | [ 20 ] |
| Samantha Barradas Pereira               | 27    | Personal trainer            | Rio de Janeiro, Rio de Janeiro   | 1ª eliminada¹ em 21 de janeiro de 2003  | [ 21 ] |

Nota 1: Samantha e Paulo foram eliminados simultaneamente em 21 de janeiro de 2003.

## Histórico
|                  | Sem 0                         | Sem 1                      | Sem 1                    | Sem 2                     | Sem 3                     | Sem 4                          | Sem 5                     | Sem 6                     | Sem 7                     | Sem 8                     | Sem 9                   | Sem 10                         | Sem 11                    | Sem 11                  | Votos recebidos |
| Mulher           | Sem 0                         | Homem                      | Dia 75                   | Sem 2                     | Sem 3                     | Sem 4                          | Sem 5                     | Sem 6                     | Sem 7                     | Sem 8                     | Sem 9                   | Sem 10                         | Final                     |                         | Votos recebidos |
| ---------------- | ----------------------------- | -------------------------- | ------------------------ | ------------------------- | ------------------------- | ------------------------------ | ------------------------- | ------------------------- | ------------------------- | ------------------------- | ----------------------- | ------------------------------ | ------------------------- | ----------------------- | --------------- |
| Líder            | (nenhum)                      | Elane                      | Elane                    | Sabrina                   | Andréa                    | Juliana                        | Jean Massumi              | Elane                     | Jean Massumi              | Elane                     | Jean Massumi            | Viviane                        | Dhomini                   | (nenhum)                |                 |
| Anjo             | (nenhum)                      | Marcelo                    | Marcelo                  | Dhomini                   | Juliana                   | Alan                           | Dhomini                   | Dhomini                   | Dhomini                   | Jean Massumi              | Dhomini                 | (nenhum)                       | (nenhum)                  | (nenhum)                |                 |
| Imunizado        | (nenhum)                      | Dilson                     | Dilson                   | Juliana                   | Elane                     | Harry                          | Sabrina                   | Sabrina                   | Sabrina                   | Harry                     | Dhomini                 | (nenhum)                       | (nenhum)                  | (nenhum)                |                 |
| Indicado (Líder) | (nenhum)                      | (nenhum)                   | Emilio                   | Joseane                   | Dhomini                   | Jean Massumi                   | Juliana                   | Alan                      | Viviane                   | Sabrina                   | Elane                   | Jean Massumi                   | Elane Viviane             | (nenhum)                |                 |
| Indicado (Casa)  | (nenhum)                      | Juliana Samantha           | Paulo                    | Andréa                    | Marcelo                   | Andréa                         | Dhomini                   | Dhomini                   | Emilio                    | Dhomini                   | Harry                   | Elane                          | Elane Viviane             | (nenhum)                |                 |
|                  |                               |                            |                          |                           |                           |                                |                           |                           |                           |                           |                         |                                |                           |                         |                 |
| Dhomini          | Ausente                       | Samantha Juliana           | Não elegível             | Andréa                    | Marcelo                   | Andréa                         | Harry                     | Emilio                    | Emilio                    | Jean Massumi              | Harry                   | Não elegível                   | Líder                     | Vencedor (Dia 78)       | 16              |
| Elane            | Ausente                       | Líder                      | Paulo                    | Andréa                    | Marcelo                   | Andréa                         | Dhomini                   | Líder                     | Emilio                    | Líder                     | Harry                   | Não elegível                   | Paredão                   | 2º lugar (Dia 78)       | 5               |
| Viviane          | Ausente                       | Não elegível               | Paulo                    | Andréa                    | Marcelo                   | Andréa                         | Emilio                    | Dhomini                   | Emilio                    | Dhomini                   | Harry                   | Líder                          | Paredão                   | Eliminada (Dia 76)      | 5               |
| Jean Massumi     | Ausente                       | Samantha Juliana           | Não elegível             | Andréa                    | Juliana                   | Dhomini                        | Líder                     | Dhomini                   | Líder                     | Dhomini                   | Líder                   | Elane                          | Eliminado (Dia 71)        | Eliminado (Dia 71)      | 4               |
| Harry            | Ausente                       | Ausente                    | Ausente                  | Ausente                   | Viviane                   | Viviane                        | Dhomini                   | Dhomini                   | Dhomini                   | Dhomini                   | Viviane                 | Eliminado (Dia 64)             | Eliminado (Dia 64)        | Eliminado (Dia 64)      | 7               |
| Sabrina          | Ausente                       | Não elegível               | Paulo                    | Líder                     | Marcelo                   | Andréa                         | Harry                     | Emilio                    | Harry                     | Viviane                   | Eliminada (Dia 57)      | Eliminada (Dia 57)             | Eliminada (Dia 57)        | Eliminada (Dia 57)      | 1               |
| Emilio           | Ausente                       | Samantha Juliana           | Não elegível             | Andréa                    | Juliana                   | Elane                          | Dhomini                   | Dhomini                   | Elane                     | Eliminado (Dia 50)        | Eliminado (Dia 50)      | Eliminado (Dia 50)             | Eliminado (Dia 50)        | Eliminado (Dia 50)      | 8               |
| Alan             | Ausente                       | Samantha Juliana           | Não elegível             | Andréa                    | Jean Massumi              | Andréa                         | Dhomini                   | Emilio                    | Eliminado (Dia 43)        | Eliminado (Dia 43)        | Eliminado (Dia 43)      | Eliminado (Dia 43)             | Eliminado (Dia 43)        | Eliminado (Dia 43)      | 1               |
| Juliana          | Indicada                      | Não elegível               | Paulo                    | Marcelo                   | Marcelo                   | Líder                          | Harry                     | Eliminada (Dia 36)        | Eliminada (Dia 36)        | Eliminada (Dia 36)        | Eliminada (Dia 36)      | Eliminada (Dia 36)             | Eliminada (Dia 36)        | Eliminada (Dia 36)      | 11              |
| Andréa           | Ausente                       | Não elegível               | Paulo                    | Dhomini                   | Líder                     | Elane                          | Eliminada (Dia 29)        | Eliminada (Dia 29)        | Eliminada (Dia 29)        | Eliminada (Dia 29)        | Eliminada (Dia 29)      | Eliminada (Dia 29)             | Eliminada (Dia 29)        | Eliminada (Dia 29)      | 12              |
| Marcelo          | Ausente                       | Samantha Juliana           | Não elegível             | Andréa                    | Juliana                   | Eliminado (Dia 22)             | Eliminado (Dia 22)        | Eliminado (Dia 22)        | Eliminado (Dia 22)        | Eliminado (Dia 22)        | Eliminado (Dia 22)      | Eliminado (Dia 22)             | Eliminado (Dia 22)        | Eliminado (Dia 22)      | 6               |
| Joseane          | Ausente                       | Não elegível               | Paulo                    | Dhomini                   | Eliminada (Dia 15)        | Eliminada (Dia 15)             | Eliminada (Dia 15)        | Eliminada (Dia 15)        | Eliminada (Dia 15)        | Eliminada (Dia 15)        | Eliminada (Dia 15)      | Eliminada (Dia 15)             | Eliminada (Dia 15)        | Eliminada (Dia 15)      | 1               |
| Dilson           | Ausente                       | Samantha Juliana           | Não elegível             | Desistente (Dia 12)       | Desistente (Dia 12)       | Desistente (Dia 12)            | Desistente (Dia 12)       | Desistente (Dia 12)       | Desistente (Dia 12)       | Desistente (Dia 12)       | Desistente (Dia 12)     | Desistente (Dia 12)            | Desistente (Dia 12)       | Desistente (Dia 12)     | 0               |
| Paulo            | Indicado                      | Samantha Juliana           | Não elegível             | Eliminado (Dia 8)         | Eliminado (Dia 8)         | Eliminado (Dia 8)              | Eliminado (Dia 8)         | Eliminado (Dia 8)         | Eliminado (Dia 8)         | Eliminado (Dia 8)         | Eliminado (Dia 8)       | Eliminado (Dia 8)              | Eliminado (Dia 8)         | Eliminado (Dia 8)       | 7               |
| Samantha         | Ausente                       | Não elegível               | Paulo                    | Eliminada (Dia 8)         | Eliminada (Dia 8)         | Eliminada (Dia 8)              | Eliminada (Dia 8)         | Eliminada (Dia 8)         | Eliminada (Dia 8)         | Eliminada (Dia 8)         | Eliminada (Dia 8)       | Eliminada (Dia 8)              | Eliminada (Dia 8)         | Eliminada (Dia 8)       | 7               |
| Luís Fernando    | Indicado                      | Eliminado (Pré-estreia)    | Eliminado (Pré-estreia)  | Eliminado (Pré-estreia)   | Eliminado (Pré-estreia)   | Eliminado (Pré-estreia)        | Eliminado (Pré-estreia)   | Eliminado (Pré-estreia)   | Eliminado (Pré-estreia)   | Eliminado (Pré-estreia)   | Eliminado (Pré-estreia) | Eliminado (Pré-estreia)        | Eliminado (Pré-estreia)   | Eliminado (Pré-estreia) | —               |
| Pricilla         | Indicada                      | Eliminada (Pré-estreia)    | Eliminada (Pré-estreia)  | Eliminada (Pré-estreia)   | Eliminada (Pré-estreia)   | Eliminada (Pré-estreia)        | Eliminada (Pré-estreia)   | Eliminada (Pré-estreia)   | Eliminada (Pré-estreia)   | Eliminada (Pré-estreia)   | Eliminada (Pré-estreia) | Eliminada (Pré-estreia)        | Eliminada (Pré-estreia)   | Eliminada (Pré-estreia) | —               |
|                  |                               |                            |                          |                           |                           |                                |                           |                           |                           |                           |                         |                                |                           |                         |                 |
| Notas            | 1                             | 2                          | 2                        | 3                         | (nenhuma)                 | (nenhuma)                      | (nenhuma)                 | (nenhuma)                 | (nenhuma)                 | (nenhuma)                 | 4                       | 5                              | 6                         | 7                       |                 |
| Paredão          | Juliana Pricilla              | Juliana Samantha           | Emilio Paulo             | Andréa Joseane            | Dhomini Marcelo           | Andréa Jean Massumi            | Dhomini Juliana           | Alan Dhomini              | Emilio Viviane            | Dhomini Sabrina           | Elane Harry             | Elane Jean Massumi             | Elane Viviane             | Dhomini Elane           |                 |
| Paredão          | Luís Fernando Paulo           | Juliana Samantha           | Emilio Paulo             | Andréa Joseane            | Dhomini Marcelo           | Andréa Jean Massumi            | Dhomini Juliana           | Alan Dhomini              | Emilio Viviane            | Dhomini Sabrina           | Elane Harry             | Elane Jean Massumi             | Elane Viviane             | Dhomini Elane           |                 |
| Desistente       | (nenhum)                      | (nenhum)                   | (nenhum)                 | Dilson                    | (nenhum)                  | (nenhum)                       | (nenhum)                  | (nenhum)                  | (nenhum)                  | (nenhum)                  | (nenhum)                | (nenhum)                       | (nenhum)                  | (nenhum)                |                 |
| Eliminado        | Pricilla 34% para entrar      | Samantha 79% para eliminar | Paulo 55% para eliminar  | Joseane 64% para eliminar | Marcelo 59% para eliminar | Andréa 57% para eliminar       | Juliana 65% para eliminar | Alan 57% para eliminar    | Emilio 76% para eliminar  | Sabrina 60% para eliminar | Harry 67% para eliminar | Jean Massumi 67% para eliminar | Viviane 59% para eliminar | Elane 49% para vencer   |                 |
| Eliminado        | Luís Fernando 42% para entrar | Samantha 79% para eliminar | Paulo 55% para eliminar  | Joseane 64% para eliminar | Marcelo 59% para eliminar | Andréa 57% para eliminar       | Juliana 65% para eliminar | Alan 57% para eliminar    | Emilio 76% para eliminar  | Sabrina 60% para eliminar | Harry 67% para eliminar | Jean Massumi 67% para eliminar | Viviane 59% para eliminar | Elane 49% para vencer   |                 |
| Outras %         | Juliana 66% para entrar       | Juliana 21% para eliminar  | Emilio 45% para eliminar | Andréa 36% para eliminar  | Dhomini 41% para eliminar | Jean Massumi 43% para eliminar | Dhomini 35% para eliminar | Dhomini 43% para eliminar | Viviane 24% para eliminar | Dhomini 40% para eliminar | Elane 33% para eliminar | Elane 33% para eliminar        | Elane 41% para eliminar   | Dhomini 51% para vencer |                 |
| Outras %         | Paulo 58% para entrar         | Juliana 21% para eliminar  | Emilio 45% para eliminar | Andréa 36% para eliminar  | Dhomini 41% para eliminar | Jean Massumi 43% para eliminar | Dhomini 35% para eliminar | Dhomini 43% para eliminar | Viviane 24% para eliminar | Dhomini 40% para eliminar | Elane 33% para eliminar | Elane 33% para eliminar        | Elane 41% para eliminar   | Dhomini 51% para vencer |                 |

## Classificação geral
| Pos.  | Participante      | Meio de indicação           | % dos votos | Eliminado em |
| ----- | ----------------- | --------------------------- | ----------- | ------------ |
| 1     | Dhomini Ferreira  | Finalista                   | 51%         | —            |
| 2     | Elane Silva       | Finalista                   | 49%         | —            |
| 3     | Viviane Oliveira  | Prova do Líder              | 59%         | Semana 11    |
| 4     | Jean Massumi Hara | Líder (Viviane)             | 67%         | Semana 10    |
| 5     | Harry Grossman    | Casa (3 votos)              | 67%         | Semana 9     |
| 6     | Sabrina Sato      | Líder (Elane)               | 60%         | Semana 8     |
| 7     | Emilio Rodrigues  | Casa (3 votos)              | 76%         | Semana 7     |
| 8     | Alan Conceição    | Líder (Elane)               | 57%         | Semana 6     |
| 9     | Juliana Alves     | Líder (Jean Massumi)        | 65%         | Semana 5     |
| 10    | Andréa Guerrero   | Casa (5 votos)              | 57%         | Semana 4     |
| 11    | Marcelo Kretzer   | Casa (5 votos)              | 59%         | Semana 3     |
| 12    | Joseane Oliveira  | Líder (Sabrina)             | 64%         | Semana 2     |
| 13    | Dilson Walkarez   | Desistente                  | Desistente  | Semana 2     |
| 14–15 | Paulo Carotini    | Casa (7 votos)              | 55%         | Semana 1     |
| 14–15 | Samantha Pereira  | Casa (7 votos)              | 79%         | Semana 1     |
| 16–17 | Luís Fernando     | Disputa pelas últimas vagas | 42%         | Semana 0     |
| 16–17 | Pricilla Castelan | Disputa pelas últimas vagas | 34%         | Semana 0     |